# Tournoi de tennis de Scottsdale
Ne doit pas être confondu avec Tournoi de tennis de l'Arizona.
Le tournoi de Scottsdale (Arizona, États-Unis) est un tournoi de tennis féminin du circuit professionnel WTA.
Quatre éditions se sont à ce jour déroulées, de 2000 à 2003, dans cette station touristique de la banlieue de Phoenix.
En 1975, un événement spécial organisé à Scottsdale, opposa les meilleures joueuses de l'époque associées aux champions des années 1940 et 1950 dans un unique tableau de double-mixte.

## Palmarès

### Simple
| No | Date       | Nom et lieu du tournoi         | Catégorie | Dotation  | Surface    | Vainqueure        | Finaliste                        | Score         |         |
| -- | ---------- | ------------------------------ | --------- | --------- | ---------- | ----------------- | -------------------------------- | ------------- | ------- |
| 1  | 28-02-2000 | State Farm Classic, Scottsdale | Tier II   | 535 000 $ | Dur (ext.) | Non-attribué      | Lindsay Davenport Martina Hingis | Pluie         | Tableau |
| 2  | 26-02-2001 | State Farm Classic, Scottsdale | Tier II   | 565 000 $ | Dur (ext.) | Lindsay Davenport | Meghann Shaughnessy              | 6-2, 6-3      | Tableau |
| 3  | 25-02-2002 | State Farm Classic, Scottsdale | Tier II   | 585 000 $ | Dur (ext.) | Serena Williams   | Jennifer Capriati                | 6-2, 4-6, 6-4 | Tableau |
| 4  | 24-02-2003 | State Farm Classic, Scottsdale | Tier II   | 585 000 $ | Dur (ext.) | Ai Sugiyama       | Kim Clijsters                    | 3-6, 7-5, 6-4 | Tableau |

### Double
| No | Date       | Nom et lieu du tournoi        | Catégorie | Dotation  | Surface    | Vainqueures                | Finalistes                        | Score          |         |
| -- | ---------- | ----------------------------- | --------- | --------- | ---------- | -------------------------- | --------------------------------- | -------------- | ------- |
| 1  | 28-02-2000 | State Farm Classic Scottsdale | Tier II   | 535 000 $ | Dur (ext.) | NC                         | NC                                | Annulé         | Tableau |
| 2  | 26-02-2001 | State Farm Classic Scottsdale | Tier II   | 565 000 $ | Dur (ext.) | Lisa Raymond Rennae Stubbs | Kim Clijsters Meghann Shaughnessy | Forfait        | Tableau |
| 3  | 25-02-2002 | State Farm Classic Scottsdale | Tier II   | 585 000 $ | Dur (ext.) | Lisa Raymond Rennae Stubbs | Cara Black Elena Likhovtseva      | 6-3, 5-7, 7-64 | Tableau |
| 4  | 24-02-2003 | State Farm Classic Scottsdale | Tier II   | 585 000 $ | Dur (ext.) | Kim Clijsters Ai Sugiyama  | Lindsay Davenport Lisa Raymond    | 6-1, 6-4       | Tableau |

### Double mixte
| No | Date       | Nom et lieu du tournoi           | Catégorie | Dotation | Surface    | Vainqueures                   | Finalistes                         | Score    |         |
| -- | ---------- | -------------------------------- | --------- | -------- | ---------- | ----------------------------- | ---------------------------------- | -------- | ------- |
| 1  | 03-05-1975 | Mixed Doubles Classic Scottsdale |           | 60 000 $ | Dur (ext.) | Billie Jean King Tony Trabert | Margaret Smith Court Frank Sedgman | 6-4, 6-2 | Tableau |